# 旱岐
旱岐（かんき）は、古墳時代に朝鮮半島南部の任那諸国を治めた君主の称号であり、任那日本府の官職とされる。干岐とも表記される。
古代、ヤマト王権が朝鮮半島南部の任那においたとされる任那日本府は、政権から派遣された府卿・府臣・執事と任那の君主たる旱岐や大伽耶の大首長、及び臣下たる安羅・多羅の次旱岐なる官名が存在し、派遣された官僚と現地の有力者により構成されたとされている。